# NGC 4784
NGC 4784 is een lensvormig sterrenstelsel in het sterrenbeeld Maagd. Het hemelobject werd op 25 maart 1786 ontdekt door de Duits-Britse astronoom William Herschel.

## Synoniemen
- MCG -2-33-53
- PGC 43929